# نيوكونييترون
النِيوكُونِيِيتْرُون أو النِيوكُوغْنِيتْرُون (بالإنجليزية: Neocognitron)‏ هو نوع من الشَبَكات العُصبونِية الهرمية ومتعددة المستويات، أُقترحت في عام 1980 من قبل خبير الذكاء الصناعي الياباني كينيهيكو فيكيشيما (Kunihiko Fukushima). وهي تستعمل في التعرف البصري على أنساق الكتابة اليدوية وغيرها من مهام تمييز الأنماط.

## مبدأ العمل
يتكون الهيكل النموذجي لشبكة النيوكونييترون من طبقات متعددة ذات بعدين، تحتوي كل واحدة منها على مجموعة من العصبونات. تحتوي طبقة المدخل "{\displaystyle U_{0}}" على مصفوفة من الخلايا، تمثل المستقبلات الضوئية، وهي مرتبطة بطبقات الخلايا المجاورة بطريقة تحاكي الشبكية (Retinotopy). وتتلقى كل خلية من طبقة المدخل وصلات من خلايا أخرى تقع في منطقة محدودة من الطبقة السابقة. تقسم طبقات المعالجة إلى نوعين من الطبقات تسمى "{\displaystyle U_{S}}" و"{\displaystyle U_{C}}" وهي المرتبة بالتناوب في شبكة هرمية.
- خلايا الطبقة "{\displaystyle U_{S}}" تعمل على وظيفة الاستخراج. وتشبه استجابتها إلى حد بعيد الخلايا البسيطة للحاء البصري الأولي (Primary visual cortex). تتميز وصلاتها المستقبلة بأنها متغيرة، وهي قابلة لتعديل من خلال التعلم. بعد انتهاء عملية التلقيم، تقوم كل خليّة بالاستجابة بشكل انتقائي إلى أنماط بصرية خاصة في حقل الاستقبال. في المراحل الدنيا من الشبكة تكون هذه الأنماط المستخلصة من خلايا على سبيل المثال حواف أو خطوط الحروف المكتوبة. ولكن الأنماط الأكثر تعقيدا يتم استخراجها في المراحل العليا.
- خلايا الطبقة "{\displaystyle U_{C}}"